# Maik Nawrocki
Maik Nawrocki (Bremen, Alemania, 7 de febrero de 2001) es un futbolista polaco que juega de defensa en el Hannover 96 de la 2. Bundesliga. 

## Carrera

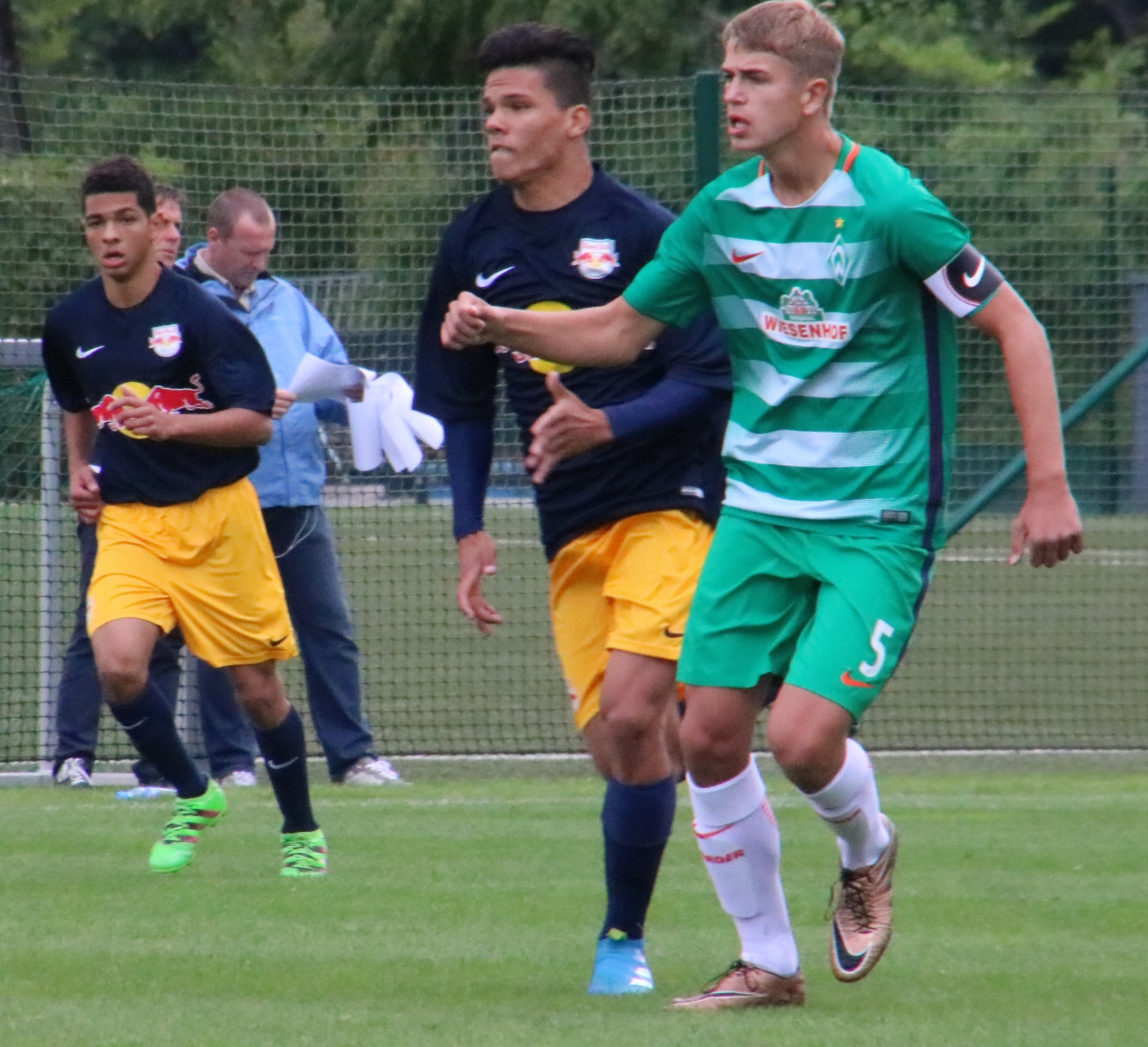
Nawrocki en Werder Bremen

Nacido en Bremen aunque de padres polacos, Maik Nawrocki se unió desde temprana edad a las categorías inferiores del Werder Bremen, debutando por primera vez con el segundo equipo en la Regionalliga Nord el 31 de julio de 2019, entrando como sustituto durante la victoria ante el Heider SV por 0-1. En el mercado de invierno de la temporada 2020/21 fue cedido al Warta Poznań, club recién ascendido a la máxima categoría del fútbol polaco en la anterior campaña. El 15 de junio de 2021 fue nuevamente cedido a la Ekstraklasa, esta vez para jugar con el vigente campeón de liga, el Legia de Varsovia. Al finalizar la temporada, Nawrocki firmó con el club varsoviano hasta 2025, después de que el Legia hiciera pública su intención de ejercer la opción a compra por 1.5 millones de euros. El 15 de julio de 2023 marcó el penalti que les permitió derrotar al Raków Częstochowa en la final de la Supercopa de Polonia. A finales de ese mismo mes se hizo oficial su traspaso al Celtic F. C. por cinco millones de euros, convirtiéndose en una de las mayores ventas del club legionario. En dos años en Escocia ganó cuatro títulos, pero apenas disputó dieciocho partidos. Por ello, en julio de 2025 fue prestado al Hannover 96.

## Selección nacional
Nawrocki posee doble ciudadanía y puede elegir representar a Alemania y a Polonia a nivel internacional. Después de optar por el combinado polaco, el defensa fue convocado por primera vez por la selección de fútbol sub-15 de Polonia en enero de 2016, siendo desde entonces un habitual en todas las categorías inferiores de Polonia y disputando la ronda clasificatoria para el Campeonato de Europa sub-19 de la UEFA 2019 y la Copa Mundial de Fútbol Sub-20 de 2019.

## Palmarés

### Títulos nacionales
| Título                     | Club              | País    | Año  |
| -------------------------- | ----------------- | ------- | ---- |
| Copa de Polonia            | Legia de Varsovia | Polonia | 2023 |
| Supercopa de Polonia       | Legia de Varsovia | Polonia | 2023 |
| Scottish Premiership       | Celtic F. C.      | Escocia | 2024 |
| Copa de Escocia            | Celtic F. C.      | Escocia | 2024 |
| Copa de la Liga de Escocia | Celtic F. C.      | Escocia | 2025 |
| Scottish Premiership       | Celtic F. C.      | Escocia | 2025 |